# Victoria (Isla del Príncipe Eduardo)
Victoria es un municipio rural canadiense situado en la provincia de Isla del Príncipe Eduardo.

## Superficie
Victoria tiene una superficie de 1,44 km².

## Demografía
En 2021, tenía 139 habitantes, una densidad poblacional de 96,5 hab./km², y 84 viviendas.